# William Cameron Menzies
William Cameron Menzies (New Haven, Connecticut, 29 de juliol de 1896 − Los Angeles, Califòrnia, 5 de març de 1957) va ser un cap de decorats, director de cinema, productor, dissenyador de producció (nom que es va inventar ell) i guionista estatunidenc.
Menzies va començar la seva carrera durant la era silenciosa, i més tard va ser pioner en l'ús del color al cinema per a efectes dramàtics. Va aconseguir un Oscar a la millor direcció artística el 1929, el primer any que es va instituir aquesta categoria, per la pel·lícula The Dove (1928).

## Biografia
Menzies va néixer a New Haven a Connecticut, de pares immigrants escocesos. Va estudiar a la Universitat Yale i a la Universitat d'Edimburg, servint a l'Exèrcit dels EUA a la Primera Guerra Mundial. Més tard va formar part de l'Art Students League of Nova York.
Va ser contractat per la Paramount Pictures com a dissenyador i com a tècnic d'efectes especials. Menzies es va fer famós a Hollywood com a dissenyador de El lladre de Bagdad (1924), Sadie Thompson (1928),The Dove (1928) i Tempest (1928). Aquestes dues últimes pel·lícules el van portar a guanyar l'Oscar a la millor direcció artística el 1929, el primer any que es va instituir aquesta categoria.
El seu treball a Les aventures de Tom Sawyer (1938) va convèncer a David O. Selznick per cridar-lo per a Allò que el vent s'endugué (1939). En aquesta pel·lícula el seu paper va ser només superat pel del productor, tenint cura de no només de l'escenografia i la decoració, sinó també per l'elecció del technicolor i el disseny dels personatges. També va haver de dirigir algunes seqüències de la pel·lícula. Amb aquest film va guanyar el seu segon Oscar, honorífic.
Menzies va morir de càncer el 1957, amb 60 anys. Va ser enterrat al Forest Lawn Memorial Park de Glendale.

## Filmografia

### Decorador
Als crèdits, amb diferents responsabilitats: direcció artística, creació de decorats, decorador, ajudant de decorador.
| - 1918: The Naulahka de George Fitzmaurice - 1919: The Witness for the Defense de George Fitzmaurice, No surt als crèdits - 1919: The Teeth of the Tiger de Chester Withey - 1920: The Deep Purple de Raoul Walsh, als crèdits William Menzies - 1921: Serenade de Raoul Walsh - 1922: Robin Hood d'Allan Dwan, ajudant de decorador (No surt als crèdits) - 1922: Kindred of the Dust de Raoul Walsh - 1923: Rosita 1923 d'Ernst Lubitsch - 1924: The Thief of Bagdad de Raoul Walsh - 1925: The Eagle de Clarence Brown, en els crèdits Wm. Cameron Menzies - 1925: The Lady de Frank Borzage - 1925: Her Sister from Paris de Sidney Franklin - 1925: Cobra de Joseph Henabery - 1926: The Bat de Roland West - 1926: The Son of the Sheik de George Fitzmaurice - 1926: The Duchess of Buffalo de Sidney Franklin - 1926: Fig Leaves de Howard Hawks - 1927: The Loves of Zero de Robert Florey - 1927: The Beloved Rogue d'Alan Crosland - 1927: Two Arabian Knights de Lewis Milestone - 1927: 'Sorrell and Son de Herbert Brenon - 1928: The Dove de Roland West - 1928: Sadie Thompson de Raoul Walsh - 1928: Drums of Love de David Wark Griffith - 1928: The Garden of Eden de Lewis Milestone - 1928: Tempest de Sam Taylor - 1928: The Woman Disputed de Henry King i Sam Taylor - 1928: The Awakening de Victor Fleming - 1929: Coquette de Sam Taylor - 1929: Bulldog Drummond de F. Richard Jones - 1929: The Rescue de Herbert Brenon | - 1929: Lady of the Pavements de David Wark Griffith - 1929: The Iron Mask d'Allan Dwan - 1929: Alibi de Roland West - 1929: Condemned o Condemned to Devil's Island de Wesley Ruggles - 1929: The Locked Door de George Fitzmaurice - 1930: One Romantic Night de Paul L. Stein - 1930: Abraham Lincoln de David Wark Griffith - 1930: Reaching for the Moon d'Edmund Goulding - 1930: Be Yourself! de Thornton Freeland - 1930: Lummox de Herbert Brenon - 1930: Puttin' on the Ritz d'Edward Sloman - 1930: The Bad One de George Fitzmaurice - 1930: Raffles de George Fitzmaurice - 1930: Du Barry, Woman of Passion de Sam Taylor - 1930: The Lottery Bride de Paul L. Stein - 1938: Les Aventures de Tom Sawyer de Norman Taurog, per la seqüència de la caverna - 1939: The Young in Heart de Richard Wallace - 1939: El llaç sagrat (Made for Each Other), de John Cromwell - 1939: Allò que el vent s'endugué (Gone with the Wind) de Victor Fleming - 1940: El nostre poble (Our Town) de Sam Wood - 1940: Enviat especial (Foreign Correspondent) d'Alfred Hitchcock - 1941: So Ends Our Night de John Cromwell - 1941: The Devil and Miss Jones de Sam Wood - 1942: Kings Row de Sam Wood - 1942: L'orgull dels ianquis (The Pride of the Yankees) de Sam Wood - 1943: Mr. Lucky de H.C. Potter - 1943: For Whom the Bell Tolls de Sam Wood - 1948: Arch of Triumph de Lewis Milestone - 1952: La Regina di Saba de Pietro Francisci - 1954: The Black Pirates d'Allen H. Miner - 1956: Rockin' the Blues d'Arthur Rosenblum |

### Director
- 1931: Always Goodby en col·laboració amb Kenneth MacKenna
- 1931: The Spider en col·laboració amb Kenneth MacKenna
- 1932: Almost Married
- 1932: Chandu el magic en col·laboració amb Marcel Varnel
- 1933: I Loved You Wednesday en col·laboració amb Henry King
- 1934: Wharf Angel en col·laboració amb George Somnes
- 1936: La vida futura (Things to Come)
- 1937: Nothing Sacred, direcció William A. Wellman
- 1937: The Green Cockatoo
- 1944: Address Unknown també productor
- 1946: Duel in the Sun, No surt als crèdits, direcció King Vidor
- 1949: episodi de la sèrie "Fireside Theatre" (1949-1955)
- 1951: Drums in the Deep South, també creació dels decorats
- 1951: The Whip Hand, també creació dels decorats
- 1953: Els invasors de Mart (Invaders from Mars), també creació dels decorats
- 1953: The Maze, també creació dels decorats
- 1954: episodi de la sèrie "Four Star Playhouse" (Star Performance 1949-1955) (A String of Beads)

### Productor
- 1929: Glorious Vamps d'Orville O. Dull, als crèdits coproductor
- 1930: The Wizard's Apprentice de Sidney Levee
- 1930: Zampa d'Eugene Forde
- 1940: El lladre de Bagdad (The Thief of Bagdad), de Ludwig Berger, Michael Powell i Tim Whelan, als crèdits productor associat, codirector (No surt als crèdits), decorador (No surt als crèdits)
- 1943: The North Star de Lewis Milestone, als crèdits productor associat
- 1947: Ivy de Sam Wood
- 1949: El llibre negre (Reign of Terror) d'Anthony Mann
- 1956: La volta al món en vuitanta dies (Around the World in Eighty Days) de Michael Anderson, als crèdits productor associat

### Guionista
- 1933: Alice in Wonderland de Norman Z. McLeod, també decorador (No surt als crèdits)

### Altres funcions
- 1933: Cavalcade de Frank Lloyd, als crèdits "escenes de guerra" (war scenes) com a William C. Menzies
- 1933: Trick for Trick de Hamilton MacFadden, als crèdits "efectes tècnics" (technical effects)
- 1940: Enviat especial (Foreign Correspondent) d'Alfred Hitchcock, als crèdits "efectes especials" (special production effects)

## Premis i nominacions

### Premis
- 1929: Oscar a la millor direcció artística per The Dove
- 1929: Oscar a la millor direcció artística per Tempest
- 1940: Oscar honorífic per Allò que el vent s'endugué per la utilització del color en la dramatització

### Nominacions
- 1930: Oscar a la millor direcció artística per Bulldog Drummond
- 1930: Oscar a la millor direcció artística per The Awakening
- 1930: Oscar a la millor direcció artística per Alibi